# Société cinématographique des auteurs et gens de lettres
La Société cinématographique des auteurs et gens de lettres (S.C.A.G.L.) est une société de production cinématographique, fondée en 1908 par Saul et Georges Merzbach, banquiers liés à la société Pathé frères, à l'initiative de deux auteurs dramatiques de renom, Pierre Decourcelle et Eugène Gugenheim.
Elle a été en activité de 1908 à 1923.

## Historique
Spécialisée dans les adaptations littéraires et les scénarios d'écrivains, la Société cinématographique des auteurs et gens de lettres — dont les statuts ont été déposés le 23 mars 1908 — a été créée, quelques semaines après Le Film d'art, dans le but d'élargir le public du cinéma vers des couches plus cultivées et plus aisées de la population.
La S.C.A.G.L. se voue à l'adaptation au cinéma de classiques de la littérature populaire comme Les Deux Orphelines, La Closerie des genêts, Les Mystères de Paris, etc., et, sous la houlette de son directeur artistique — Albert Capellani —, elle produit un grand nombre de films, qui sont distribués par Pathé frères, qui fournit également une aide matérielle et logistique pour le tournage. D'ailleurs, Charles Pathé est actionnaire et administrateur de la S.C.A.G.L., pour laquelle il construit de nouveaux studios à la pointe de la technique, sur un terrain attenant à son usine de Vincennes.

Affiches d'adaptations cinématographiques produites par la S.C.A.G.L.
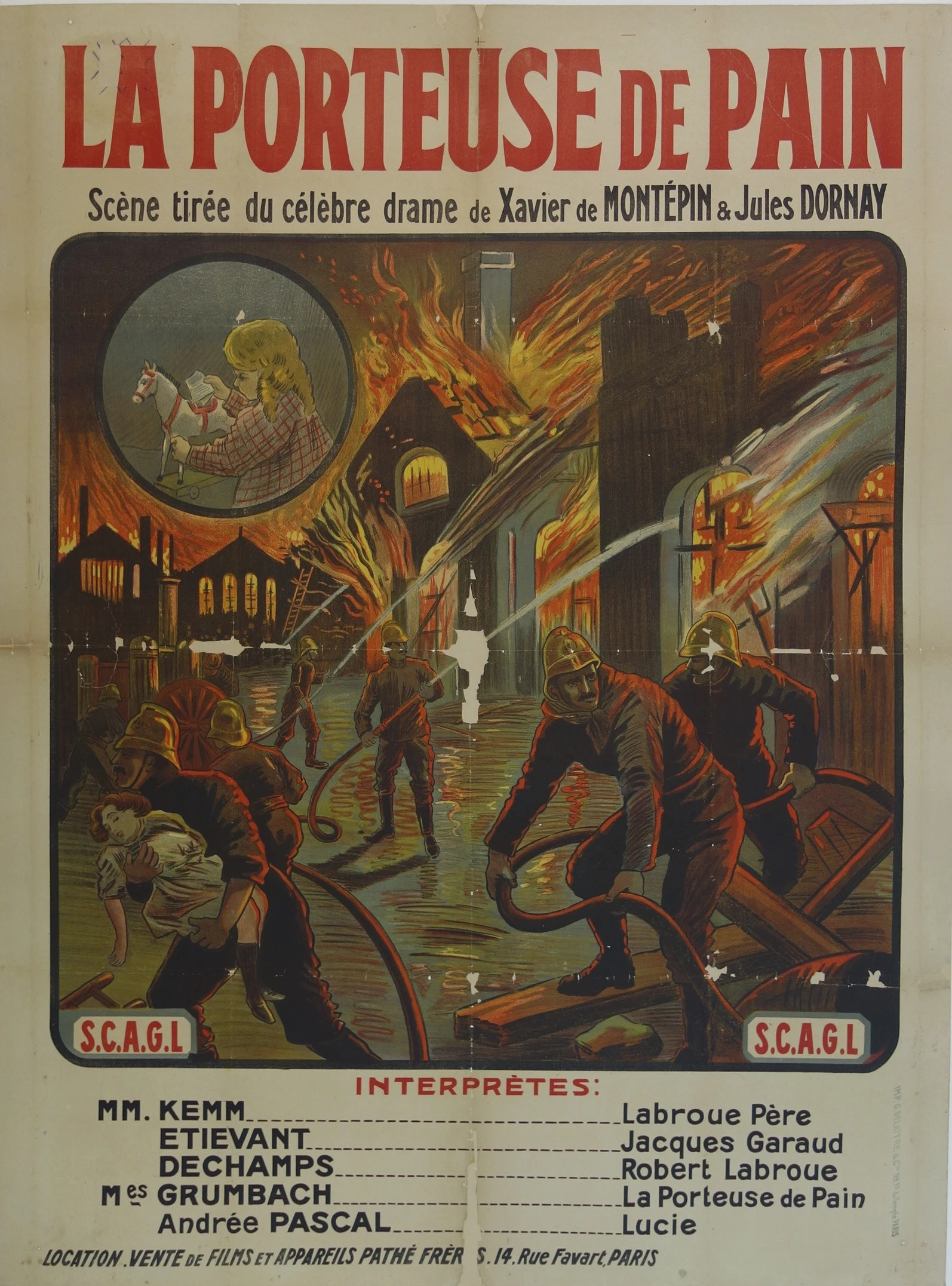
La Porteuse de pain (1912).
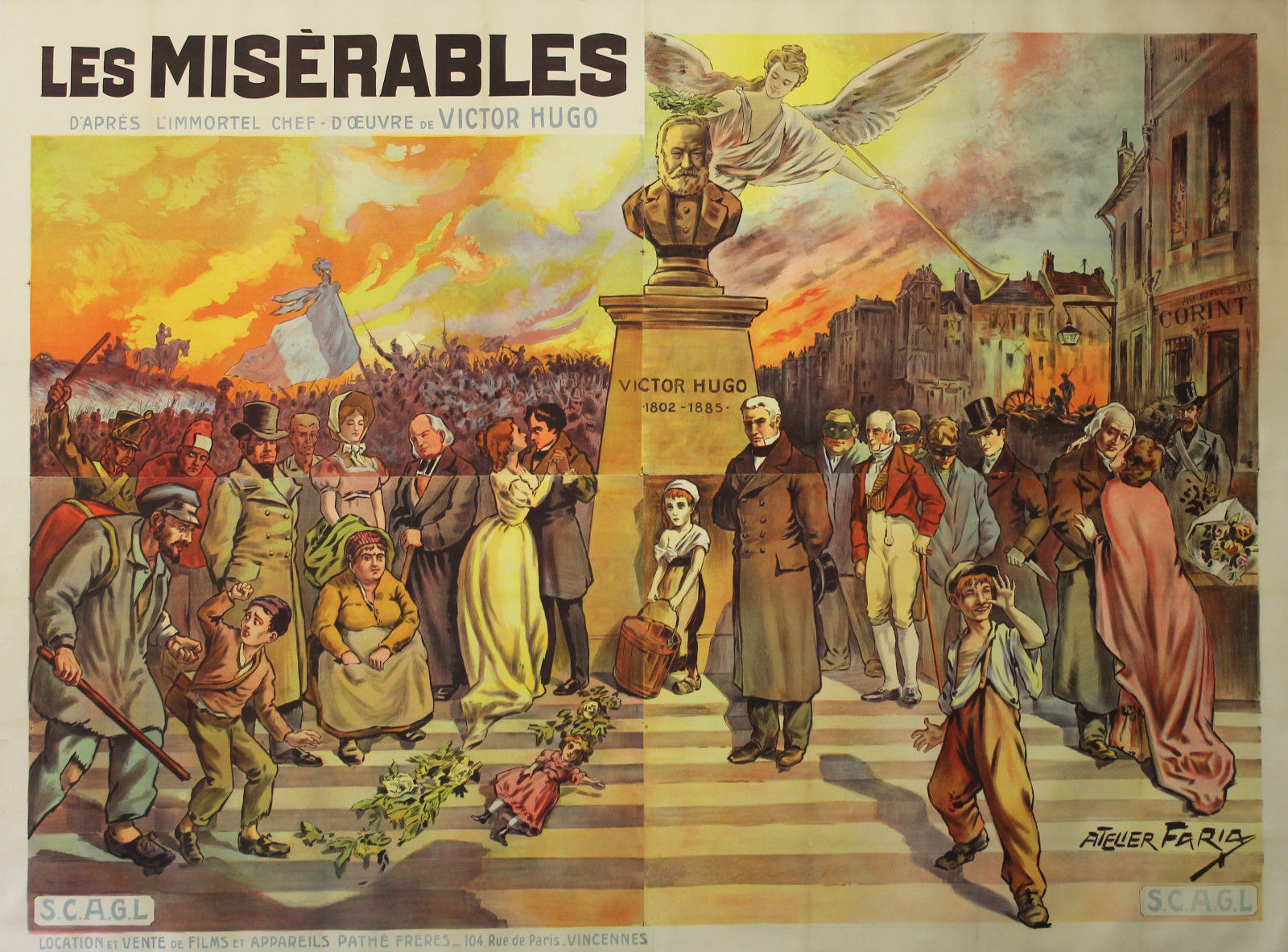
Les Misérables (1913).
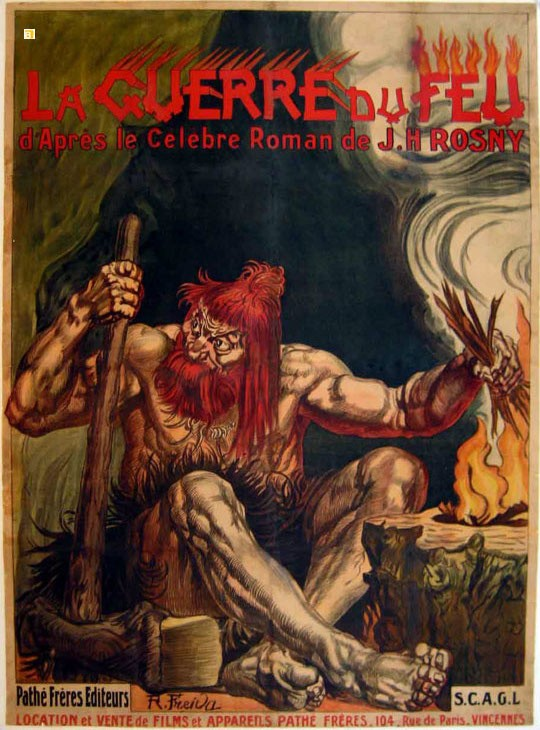
La Guerre du feu (1915).

## Filmographie partielle

### Années 1900
- 1908 : L'Homme aux gants blancs d'Albert Capellani
- 1908 : Un monsieur qui suit les dames de Georges Monca
- 1908 : Le Coup de fusil de Georges Denola
- 1909 : Elle est partie de Georges Monca
- 1909 : Ordre du roy de Michel Carré
- 1909 : Amis de collège ou l'Affaire de la rue de Lourcine  (réalisateur non identifié)
- 1909 : Le Truc de Baptiste (réalisateur non identifié)
- 1909 : Le Dîner du 9 de Georges Monca
- 1909 : La Maison sans enfant de Georges Monca
- 1909 : La Vengeance du coiffeur (réalisateur non identifié)
- 1909 : Le Chien de Montargis -ou Jim et Willy à Paris) de Georges Monca
- 1909 : Fourberie conjugale (réalisateur non identifié)
- 1909 : Le Mariage d'un gueux de Georges Monca
- 1909 : Fleur de pavé d'Albert Capellani et Michel Carré
- 1909 : On ne badine pas avec l'amour  (réalisateur non identifié)
- 1909 : Le Chien de Montargis de Georges Monca
- 1909 : Le Bonhomme de neige de Georges Monca
- 1909 : La Mort du duc d'Enghien en 1804 d'Albert Capellani
- 1909 : Vengeance corse (réalisateur non identifié)
- 1909 : Le Maître d'école de Georges Monca
- 1909 : Femme de chambre improvisée de Georges Monca
- 1909 : Les Deux Cambrioleurs de Georges Monca

### Années 1910

#### 1910
- 1910 : Un commis trop entreprenant de Georges Monca
- 1910 : La Receveuse des postes de Pierre Giffard
- 1910 : L'Infidélité d'Ernest (réalisateur non identifié)
- 1910 : Les Caprices de Marion de Georges Monca
- 1910 : Rigadin n'est pas sage de Georges Monca
- 1910 : Pour les beaux yeux de la voisine de Georges Denola
- 1910 : Acte de probité (réalisateur non identifié)
- 1910 : Grandeur et Décadence de Georges Monca
- 1910 : Le Système du docteur Tranchelard de Georges Monca
- 1910 : Le Legs ridicule de Georges Monca
- 1910 : Le Jupon de la voisine ou Le Monsieur au pourboire de Georges Monca
- 1910 : Amis de table d'hôte (réalisateur non identifié)
- 1910 : La Zingara d'Albert Capellani
- 1910 : Une femme tenace de Georges Monca
- 1910 : Mannequin par amour de Georges Monca
- 1910 : La Grève des forgerons de Georges Monca
- 1910 : Le Clown et le Pacha neurasthénique (ou Le Pacha neurasthénique) de Georges Monca
- 1910 : La Puissance du souvenir (ou Le Monstre) d'Albert Capellani
- 1910 : La Faute du notaire de Georges Denola
- 1910 : Athalie d'Albert Capellani
- 1910 : Sous la terreur d'Albert Capellani
- 1910 : La Chatte métamorphosée en femme de Michel Carré
- 1910 : Le Revenant de Georges Denola
- 1910 : Les Timidités de Rigadin de Georges Monca
- 1910 : Zizi la bouquetière, de Georges Denola
- 1910 : L'Honneur (ou Pour l'honneur) d'Albert Capellani
- 1910 : Rigadin prend le train de 5 h 55 de Georges Monca
- 1910 : Fra Diavolo d'Albert Capellani
- 1910 : Un dîner perdu de Georges Monca
- 1910 : Aimez-vous les uns les autres de Charles Decroix
- 1910 : Loin des yeux, loin du cœur de Georges Denola
- 1910 : La Victime de Sophie (ou ou Victime de l'amour) de Albert Capellani
- 1910 : La Mariée du château maudit (ou La Fiancée du château maudit) d'Albert Capellani
- 1910 : L'Évadé des Tuileries (ou Une Journée de la Révolution) d'Albert Capellani
- 1910 : Par un jour de carnaval de Georges Denola
- 1910 : Rigadin a un sosie (Rigadin et son sosie) de Georges Monca
- 1910 : La Vengeance de la morte (ou Le Portrait) d'Albert Capellani -
- 1910 : La Complice (ou L'Écharpe) d'Albert Capellani
- 1910 : Rigadin a l'œil fascinateur de Georges Monca
- 1910 : La Libératrice de Georges Monca
- 1910 : Le Trimardeur (ou Le gendarme sauve le voleur), de Georges Denola
- 1910 : Rigadin est trop beau de Georges Monca
- 1910 : Le Noël du peintre de Georges Monca

#### 1911
- 1911 : J'ai perdu ma manche (Rigadin perd sa manche) de Georges Monca
- 1911 : La Tournée du percepteur de Georges Denola
- 1911 : Une petite femme bien douce de Georges Denola
- 1911 : La Fête de Marguerite de Georges Denola
- 1911 : Le cœur pardonne de Georges Monca
- 1911 : Un homme habile de Georges Denola
- 1911 : L'Élixir de jouvence (Rigadin veut rajeunir) de Georges Monca
- 1911 : Le Voyageur inconnu de Georges Monca
- 1911 : Le Spoliateur (ou L'Autre ou un drame en wagon) d'Albert Capellani
- 1911 : Rigadin et ses fils de Georges Monca
- 1911 : La Femme du saltimbanque de Georges Denola
- 1911 : Amoureux de sa voisine de Georges Monca
- 1911 : L'Héritage manqué (Rigadin hérite) de Georges Monca
- 1911 : Le Roman de la momie d'Albert Capellani et Henri Desfontaines
- 1911 : Lâché par sa femme (Monsieur et Madame boudent) de Georges Monca
- 1911 : Le Retour au foyer (Les Larmes de l'enfant) de Georges Denola
- 1911 : La Nourrice sèche (Rigadin nourrice sèche) de Georges Monca
- 1911 : Rigadin tzigane de Georges Monca
- 1911 : Une heure d'oubli (La Pigeonne) de Georges Denola
- 1911 : Rigadin a l'âme sensible de Georges Monca
- 1911 : Les Fiancés de Colombine de Georges Denola
- 1911 : Rigadin a perdu son monocle de Georges Monca
- 1911 : Amour de page de Georges Denola
- 1911 : Le Rendez-vous de Georges Denola
- 1911 : La Mauvaise Intention (ou L'Image) d'Albert Capellani
- 1911 : La Doctoresse (Rigadin et la Doctoresse) de Georges Monca
- 1911 : Rigadin pêche à la ligne (Rigadin apprend à pêcher) de Georges Monca
- 1911 : Âme de traître (ou Fleur des maquis) de Georges Denola
- 1911 : Rigadin est un galant homme de  Georges Monca
- 1911 : L'Illusion des yeux de Georges Denola
- 1911 : Les Deux Collègues d'Albert Capellani
- 1911 : L'Intrigante (ou L'Institutrice) d'Albert Capellani
- 1911 : Le Truc de Rigadin  de Georges Monca
- 1911 : Péché de jeunesse (ou Le Roman d'un jour) de Albert Capellani
- 1911 : Rigadin, cousin du ministre de Georges Monca
- 1911 : Voleur d'amour  de Georges Denola
- 1911 : Le Courrier de Lyon ou L'Attaque de la malle-poste d'Albert Capellani
- 1911 : L'Épouvante (ou Le Coucher d'une étoile) d'Albert Capellani
- 1911 : Le Meilleur Ami de Rigadin de Georges Monca
- 1911 : La Danseuse de Siva d'Albert Capellani
- 1911 : Le Rideau noir de Albert Capellani
- 1911 : L'Heureux Accident (ou L'Accident) de Georges Denola
- 1911 : Le Mariage aux épingles de Georges Monca
- 1911 : La Poupée de l'orpheline (ou La Poupée brisée) d'Albert Capellani
- 1911 : L'Art de payer ses dettes de Georges Monca
- 1911 : Le Savetier et le Financier de Georges Monca
- 1911 : Le Secret du passé de Georges Monca
- 1911 : Votre femme vous trompe de Georges Monca
- 1911 : L'Anniversaire de Mademoiselle Félicité de Georges Denola
- 1911 : Le Pot de confitures de Georges Denola
- 1911 : Les Deux Chemins (ou Les Deux Sœurs) d'Albert Capellani
- 1911 : Rigadin fait de la contrebande de Georges Monca
- 1911 : Rigadin veut mourir de Georges Monca
- 1911 : La Fille du clown de Georges Denola
- 1911 : Un monsieur qui a un tic d'Albert Capellani
- 1911 : Au temps des grisettes (Mimi Pinson) de Georges Denola
- 1911 : Rigadin n'aime pas le vendredi 13  de Georges Monca
- 1911 : Romain Kalbris de Georges Denola
- 1911 : Rigadin se trompe de fiancée de Georges Monca
- 1911 : La Note de la blanchisseuse (ou Frisette, blanchisseuse de fin) de Georges Denola
- 1911 : La Ruse de Miss Plumcake (À qui l'héritière ?) de Georges Denola
- 1911 : La Pécheresse  (réalisateur non identifié)
- 1911 : Le Pain des petits oiseaux  d'Albert Capellani
- 1911 : Le Bon Roi Dagobert de Georges Monca
- 1911 : Barbe grise de Georges Monca
- 1911 : Jacintha la Cabaretière (ou Les Émotions de Jacintha) d'Albert Capellani
- 1911 : Rigadin veut se faire arrêter de Georges Monca
- 1911 : Le Mémorial de Sainte-Hélène (ou La Captivité de Napoléon) de Michel Carré
- 1911 : Par respect de l'enfant (ou Le Sacrifice) d'Albert Capellani
- 1911 : L'Inespérée Conquête  de Georges Monca
- 1911 : L'Héritage de l'oncle Rigadin de Georges Monca
- 1911 : Deux Filles d'Espagne (ou Deux jeunes filles se ressemblent) d'Albert Capellani
- 1911 : Boubouroche de Georges Monca
- 1911 : Le Feu au couvent de Gaston Benoît et Georges Monca
- 1911 : La Clémence d'Isabeau, princesse d'Héristal de Georges Denola
- 1911 : L'oiseau s'envole d'Albert Capellani
- 1911 : Les Terreurs de Rigadin de Georges Monca
- 1911 : Les Petits désobéissants (Les Enfants désobéissants) de Georges Monca
- 1911 : Vingt Marches de trop de Georges Monca
- 1911 : La Lettre inachevée (Fatale rencontre) de Georges Denola
- 1911 : Le Louis d'or de Georges Monca
- 1911 : Le Nez de Rigadin de Georges Monca
- 1911 : Pour parier aux courses (ou Un heureux tuyau) de Georges Monca
- 1911 : Un glorieux sauvetage de Georges Monca
- 1911 : Souris d'hôtel de Georges Denola
- 1911 : La Suggestion du baiser (ou L'Envie d'embrasser) de Georges Monca
- 1911 : Un clair de lune sous Richelieu d'Albert Capellani
- 1911 : Le Médecin de service (Rigadin remplace le médecin de service) de Georges Monca
- 1911 : Les Mains vengeresses de Georges Monca
- 1911 : L'Agence Alice ou la Sécurité des ménages  de Georges Monca

#### 1912
- 1912 : La Tournée du docteur (Le Cabriolet du docteur) de Georges Denola
- 1912 : Rigadin pharmacien  de Georges Monca
- 1912 : Le Chef d'œuvre de Georges Denola
- 1912 : Rigadin poète de Georges Monca
- 1912 : Une femme trop aimante de Georges Denola
- 1912 : Les Maladresses de Rigadin de Georges Monca
- 1912 : Rigadin est un voleur de Georges Monca
- 1912 : Rigadin se marie de Georges Monca
- 1912 : La Fille des chiffonniers de Georges Monca
- 1912 : Le Crime de Toto (ou Toto jaloux) de Georges Denola
- 1912 : Rigadin nègre malgré lui de Georges Monca
- 1912 : La Vengeance de Licinius de Georges Denola
- 1912 : La Poupée tyrolienne (ou Le Fabricant d'automates) de Georges Denola
- 1912 : Quentin Durward d'Adrien Caillard
- 1912 : Pauvre Père de Georges Denola
- 1912 : La Vocation de Lolo de Georges Monca
- 1912 : Le Lys dans la mansarde de René Leprince et Georges Monca
- 1912 : Les Mystères de Paris d'Albert Capellani
- 1912 : Josette d'Albert Capellani
- 1912 : La Porteuse de pain de Georges Denola
- 1912 : La Valse renversante (Les Danseurs obsédants) de Georges Monca
- 1912 : Le Supplice d'une mère d'Adrien Caillard  et Henri Pouctal
- 1912 : Le Coup de foudre de Georges Monca
- 1912 : Cœurs de mère de Georges Denola
- 1912 : L'Auberge du tohu-bohu de Georges Denola
- 1912 : Le Signalement d'Albert Capellani
- 1912 : La Femme du barbier de Georges Monca (240 m)

#### 1913
- 1913 : Le Petit Jacques de Georges Monca
- 1913 : Les Enfants perdus dans la forêt de Georges Denola
- 1913 : Les Deux Noblesses de René Leprince
- 1913 : Le Feu vengeur de Georges Monca
- 1913 : L'Absent de Albert Capellani
- 1913 : La Moche de Georges Denola
- 1913 : Trois Femmes pour un mari de Charles Prince
- 1913 : Le Rêve interdit d'Albert Capellani
- 1913 : La Closerie des genêts d'Adrien Caillard
- 1913 : Jeanne la maudite de Georges Denola
- 1913 : La Glu d'Albert Capellani

#### 1914
- 1914 : Sans famille de Georges Monca
- 1914 : Marie-Jeanne ou la Femme du peuple de Georges Denola
- 1914 : La Jeunesse de Rocambole (Rocambole) de Georges Denola
- 1914 : La Tache de Maurice Le Forestier
- 1914 : Les Exploits de Rocambole (Le Nouveau Rocambole) de Georges Denola
- 1914 : Rocambole et l'Héritage du marquis de Morfontaine de Georges Denola
- 1914 : La Reine Margot d'Henri Desfontaines
- 1914 : Les Deux Gosses d'Albert Capellani
- 1914 : Mariage d'inclination de Daniel Riche
- 1914 : La Belle Limonadière d'Albert Capellani

#### 1915
- 1915 : La Guerre du feu de Georges Denola
- 1915 : Loin des yeux, près du cœur de Maurice Le Forestier
- 1915 : Le Malheur qui passe de Georges Monca

#### 1916
- 1916 : Le Rêve d'Yvonne de Georges Denola
- 1916 : L'homme n'est pas parfait de Georges Denola
- 1916 : La Joueuse d'orgue de Georges Denola
- 1916 : Le Médecin des enfants de Georges Denola
- 1916 : Le Coffre-fort de Georges Denola

#### 1917
- 1917 : La Vénus d'Arles de Georges Denola
- 1917 : 48, avenue de l'Opéra de Georges Denola et Dominique Bernard-Deschamps
- 1917 : La Proie de Georges Monca
- 1917 : Le Secret de la comtesse de Georges Denola

#### 1918
- 1918 : La Main d'Annette de Georges Monca
- 1918 : Les Travailleurs de la mer d'd'André Antoine et Léonard Antoine

#### 1919
- x

### Années 1920
- 1921 : Quand les feuilles tomberont de Fernand Rivers
- 1923 : Romain Kalbris de Georges Monca